# مثبط الأروماتاز
مثبطات الأروماتاز (Als) هي فئة من الأدوية المستخدمة في علاج سرطان الثدي لدى النساء بعد انقطاع الطمث وتثدي الرجال، ويمكن أيضًا أن تستخدم بدون تصريح للحد من تحويل هرمون الإستروجين عند استخدام هرمون تستوستيرون خارجي، كما يمكن أن تستخدم للوقاية الكيماوية في النساء عالية المخاطر.
الأروماتاز هو الإنزيم الذي يحفز خطوة الأرمتة الرئيسية في تخليق هرمون الإستروجين، وهو يحول حلقة الإينون من سلائف الاندروجين مثل التستوستيرون إلى الفينول لاستكمال تخليق الاستروجين، ونظرًا لأن سرطانات المبيض وسرطان الثدي الإيجابية للهرمون تحتاج إلى نمو هرمون الإستروجين يتم أخذ مثبطات الأروماتاز إما لمنع إنتاج هرمون الاستروجين أو لعرقلة عمل هرمون الاستروجين على المستقبلات.

## الآثار الجانبية
في النساء تشمل الآثار الجانبية زيادة خطر الإصابة بهشاشة العظام واضطرابات المفاصل مثل التهاب المفاصل والفصال العظمي والآلام المفاصلية، لا يبدو أن الرجال يظهرون نفس الآثار الضارة على صحة العظام، توصف البيسفوسفونات أحيانًا للوقاية من هشاشة العظام الناجمة عن مثبطات الأروماتاز، ولكن لها أيضًا آثار جانبية خطيرة مثل تنخر العظم في الفك، نظرًا لأن الستاتين له تأثير في تقوية العظام فإن الجمع بين الستاتين ومثبط أروماتاز يمكن أن يساعد في منع الكسور والمخاطر المشتبه بها في أمراض القلب والأوعية الدموية دون احتمال التسبب في تنخر العظم في الفك، تشمل الأحداث السلبية الأكثر شيوعًا المرتبطة باستخدام مثبطات الأروماتاز انخفاض معدل نضوج العظام ونموها والعقموالسلوك العدواني وقصور الغدة الكظرية وفشل الكلى وفقدان الشعر، واختلال وظائف الكبد. المرضى الذين يعانون من تشوهات الكبد أو الكلى أو الغدة الكظرية هم أكثر عرضة لخطر تطور الأحداث السلبية.

## آلية العمل

يُستخدم مثبط أروماتاز غالبًا كعلاج للسرطان في السيدات بعد انقطاع الطمث، فهو يُعيق تحول الأندوستيرون والتستستيرون إلى إسترون وإستراديول على التوالي، حيث يكون لكل منهما دور كبير في تطور سرطان الثدي.في الرسمة: الغدد الكظرية تحرر أندوستيرون بينما المبايض تفرز تستستيرون، كلا الهرمونين ينتقل إلى الأنسجة الطرفية أو لخلايا الثدي حيث يمكن يحويلهما إلى إسترون أو استراديول، يعمل مثبط الأروماتاز على تثبيط إنزيم CYP19A1 (الذي يُعرف أيضًا بالأروماتاز أو مخلِّق الإستروجين) الذي يحفز تفاعل تحول الاندستيرون والتستستيرون إلى إسترون وإستراديول.
في الرسمة يمثِّل الجزء A التحول الناجح من الاندستيروم والتستستيرون إلى إسترون واستراديول في الكبد، بينما يمثِّل الجزء B توقف التحول عن طريق مثبطات الأروماتاز في كل من الأنسجة الطرفية والورم الثديي.

تعمل مثبطات الأروماتاز عن طريق تثبيط عمل إنزيم الأروماتاز الذي يحول الأندروجينات إلى هرمون الإستروجين عن طريق عملية تسمى الأرمته، كما يتم تحفيز أنسجة الثدي عن طريق هرمون الاستروجين وخفض إنتاجها هو وسيلة لقمع تكرار أنسجة ورم الثدي، المصدر الرئيسي للإستروجين هو المبايض لدى النساء قبل انقطاع الطمث، بينما في النساء بعد انقطاع الطمث يتم إنتاج معظم هرمون الاستروجين في الجسم في الأنسجة المحيطية (خارج الجهاز العصبي المركزي ) وكذلك عدد قليل من مواقع الجهاز العصبي المركزي في مناطق مختلفة داخل الدماغ، يتم إنتاج هرمون الاستروجين ويعمل محليا في هذه الأنسجة، ولكن أي هرمون إستروجين يُحدث آثار هرمون الإستروجين الذي يدور في الرجال والنساء هو نتيجة هرمون الإستروجين الناتج من عملية الأيض المحلية وانتشارها إلى الدورة الدموية.

## الأنواع
هناك نوعان من مثبطات الهرمونات المعتمدة لعلاج سرطان الثدي:
- مثبطات الستيرويد التي لا رجعة فيها مثل إكسيميستان (أرومازين) تشكل رابطة دائمة وغير نشطة مع إنزيم الأروماتاز.
- مثبطات غير الستيرويدية، مثل أناستروزول ترايزولس (أريميديكس) وليتروزول (فيمارا) تمنع تخليق هرمون الإستروجين عن طريق منافسة عكسية.

## أفراد العائلة

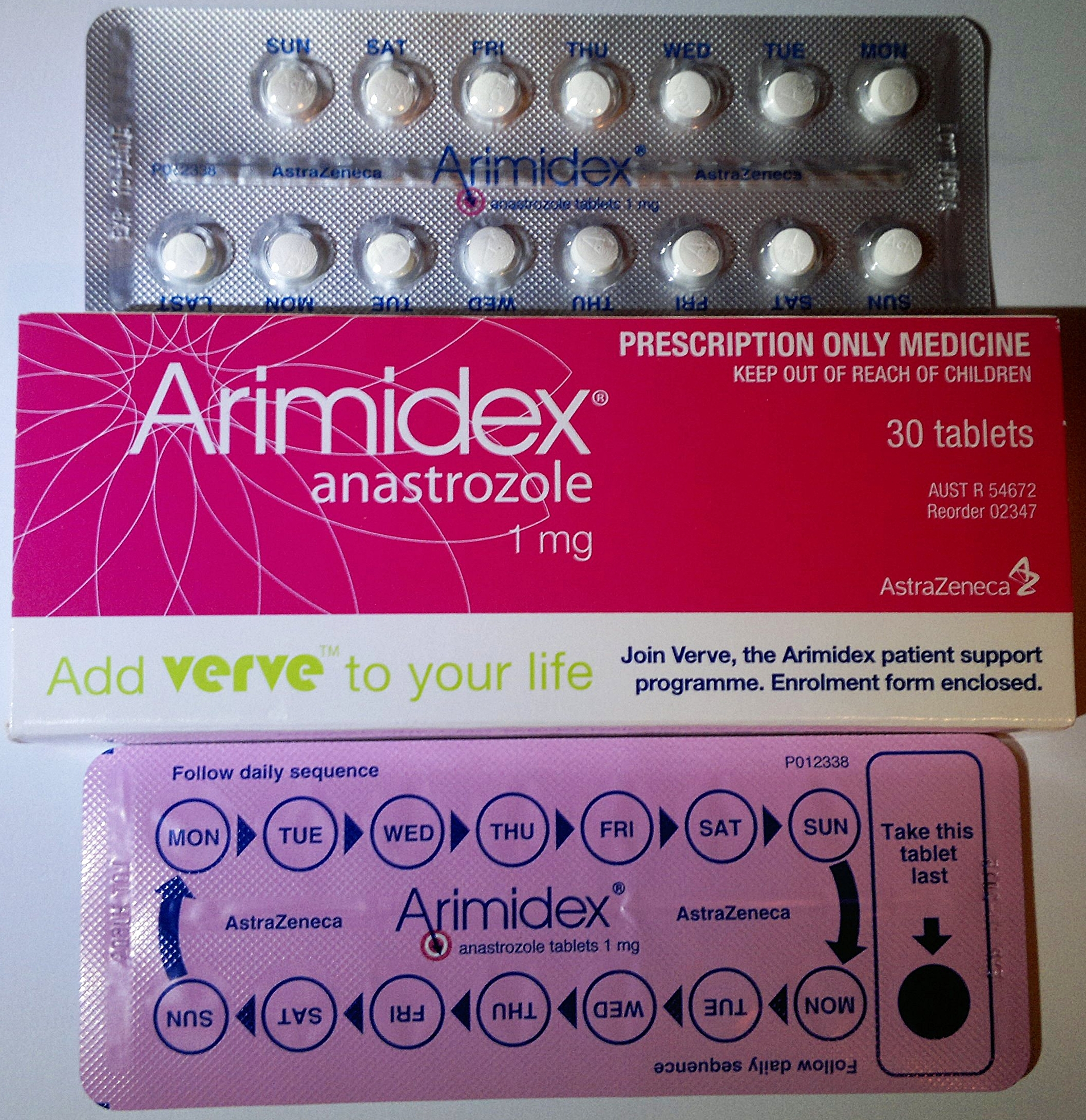
أريميديكس (أناستروزول) 1 ملغ

تشمل مثبطات الأروماتيز المتوفرة (AIs):

### غير انتقائية
- أمينوغلوتيثيميد: يمنع أيضًا إنزيم P450scc ويقلل بالتالي تخليق جميع الهرمونات الستيرويدية.
- تستولاكتون ( تيسلاك )

### انتقائية
- أناستروزول ( أريميدكس )
- ليتروزول (فيمارا)
- إكسيميستان ( أروماسين )
- فوروزول (ريفيزور)
- فورمستان (لينترون)
- فادروزول (أفيما)

### غير معروفة
- 1,4,6 - أندروستاترين - 3,17 - ديون (ATD)
- 4 - أندروستين - 3,6,17 - تريون ("6-OXO")

بالإضافة إلى مثبطات الأروماتاز الصيدلانية فإن بعض العناصر الطبيعية لها تأثيرات مانعة للأروماتاز مثل أوراق دميانة.